# Pteranodontia
De Pteranodontia zijn een groep uitgestorven pterosauriërs behorend tot de Euornithocheira.
In 1876 benoemde Othniel Charles Marsh een orde Pteranodontia, welke term verder weinig gebruikt werd.
De Britse paleontoloog David Unwin bemerkte in zijn kladistische analyses dat Nyctosaurus en de Pteranodontidae samen een klade, een monofyletische afstammingsgroep vormden. In 2003 gaf hij deze groep de naam van Marshes Pteranodontia. Unwin definieerde de klade als: de groep bestaande uit de laatste gemeenschappelijke voorouder van Nyctosaurus gracilis en Pteranodon longiceps en al zijn afstammelingen.
Unwin gaf de volgende vijf synapomorfieën, gedeelde nieuwe eigenschappen, van de groep: het bezit van een hoge nauwe schedelkam die mede gevormd is uit de voorhoofdsbeenderen; een tandeloze kaak; het kaakgewricht ligt hoger dan de samensmelting van de onderkaken; een pneumatische opening aan de binnenkant van het bovenstuk van het opperarmbeen; de middenhandsbeenderen zijn verlengd tot tweemaal de lengte van het opperarmbeen.
De Pteranodontia zijn de zustergroep van de Ornithocheiridae en moeten zich uiterlijk in het Laat-Krijt hebben afgesplitst. Ze bestaan uit grote vormen die gespecialiseerd waren in de zweefvlucht en behoren tot de laatste bekende pterosauriërs.